# Politica dell'Isola di Man
La politica dell'Isola di Man si basa su una democrazia parlamentare e rappresentativa. Come dipendenza della Corona britannica, è subordinata al governo del Regno Unito che raramente interferisce con le condizioni interne dell'isola. Il monarca della Gran Bretagna è anche il signore di Man ed è il capo formale dello Stato. Il rappresentante del monarca sull'isola è il luogotenente governatore dell'Isola di Man, ma il suo ruolo oggi è principalmente cerimoniale, sebbene abbia l'autorità di concedere il consenso reale.
Sebbene non sia parte integrante del Regno Unito, i cittadini dell'isola sono cittadini britannici ai sensi della legge britannica. Il Regno Unito è responsabile della politica estera e della difesa dell'Isola di Man, del "buon governo" e delle relazioni con gli stati stranieri. L'isola non ha rappresentanza al Parlamento britannico e non ne ha avuta al Parlamento europeo.
Il potere legislativo è assicurato da un parlamento locale a due camere chiamato Tynwald, che secondo quanto riferito è il parlamento in funzione da più tempo, ed è composto dalla Camera delle chiavi, con elezione diretta, e dal Consiglio legislativo, con elezione indiretta. Dopo ogni elezione parlamentare della Camera delle chiavi, i membri del Tynwald eleggono tra loro un primo ministro ("Ministro capo") che servirà come capo del governo per cinque anni (fino alle successive elezioni). L'esecutivo è assicurato dal Luogotenente Governatore, dal Primo ministro e dal Consiglio dei ministri dell'Isola di Man. I tribunali sono indipendenti dalle autorità e dai poteri legislativi.
Douglas, la più grande città di Man, è anche la sua capitale e sede del governo, dove si trovano gli uffici governativi e le camere del parlamento (Tynwald).

## Potere legislativo
L'isola ha un parlamento bicamerale il Tynwald, che comprende la Camera delle chiavi e il Consiglio legislativo. Il primo ha 24 membri, di cui 8 eletti nelle circoscrizioni a mandato unico, 10 nelle circoscrizioni a due mandati e altri 6 nelle circoscrizioni a tre mandati. Si applica il sistema maggioritario. Il diritto di voto attivo è conseguibile dopo i 16 anni e il diritto passivo a partire dai 21 anni. Inoltre, è richiesto il domicilio di tre anni sull'isola. I membri della Camera, di solito hanno l'abbreviazione MHK (Membro della Camera delle chiavi) dopo il loro nome, hanno l'obbligo legale di partecipare alle sue deliberazioni, cioè l'assenteismo richiede un consenso speciale. In caso di parità, il voto del presidente è decisivo. Il mandato è di 5 anni.
Il Consiglio legislativo è composto da 11 membri, di cui otto sono eletti dalla Camera delle chiavi per un mandato di quattro anni (con metà della composizione rinnovata ogni due anni). Gli altri tre membri fanno parte del consiglio d'ufficio: sono il luogotenente governatore, il vescovo e il procuratore generale designati con nomina reale.
In effetti, la Camera delle chiavi svolge un ruolo guida nel processo legislativo, mentre il Consiglio legislativo è piuttosto una "camera di riflessione". Almeno una volta al mese, tutti i membri del Tynwald si incontrano in una riunione congiunta. L'incontro è diretto da un presidente appositamente eletto, che è anche d'ufficio il presidente del Consiglio. Una volta all'anno, durante una solenne sessione parlamentare, è guidato da un governatore.

## Potere esecutivo
Come in Gran Bretagna, i termini "governo" e "gabinetto" non sono gli stessi sull'Isola di Man. Il Consiglio dei ministri svolge un ruolo simile a quello del gabinetto britannico. È guidato dal primo ministro, che viene eletto dalla Camera delle chiavi, e deve quindi essere approvato da tutto il Tynwald e dal governatore. Il gabinetto è un organo strettamente politico. Il governo, ovvero un gruppo di ministeri e uffici centrali che fanno capo al gabinetto, ha un carattere più amministrativo e burocratico.

## Potere giudiziario
Il modello giudiziario dell'Isola di Man è in gran parte simile al quello inglese. I casi più semplici sono trattati da diversi tipi di tribunali e magistrati. Quelli più seri sono di competenza della cosiddetta Alta corte di giustizia. L'organo supremo per i ricorsi è il Comitato giudiziario del Consiglio privato di sua maestà.

## Governo locale
Il sistema di governo locale sull'isola di Man si basa su istituzioni che attingono ancora dal Medioevo. Esiste una divisione amministrativa a due livelli: ci sono sei distretti (Sheadings) che sono divisi in parrocchie (21 in totale) e città (3 in totale).